# Jiří Radim

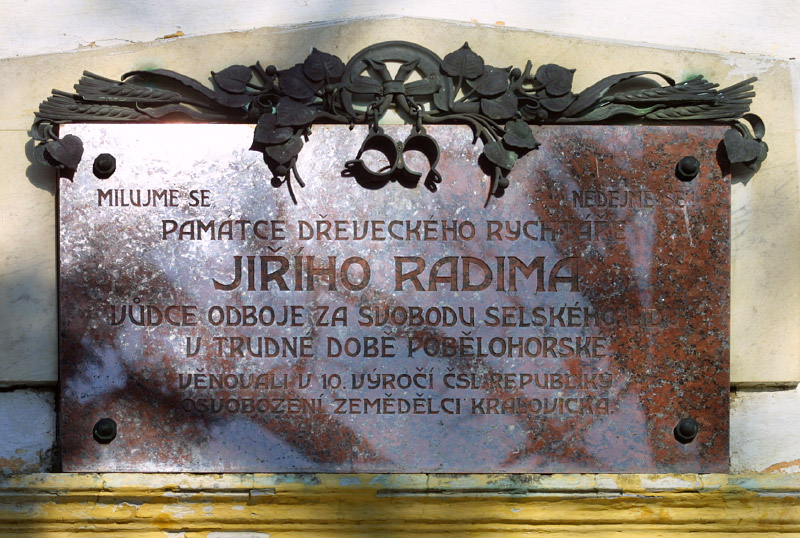
Pamětní deska Jiřímu Radimovi

Jiří Radim, rodným jménem Jiří Chlupsa,  byl rychtář ve Dřevci a vůdce selského povstání roku 1680 proti vrchnosti plaského kláštera.
Jiří Chlupsa pocházel z Řemešína, odkud se přiženil na tzv. Radimovský statek v Dřevci, podle kterého se mu začalo říkat Radim.
Sedláci z mnoha vesnic na Kralovicku se bouřili proti vzrůstajícím nárokům kláštera, který se pokoušel obnovit panství vypleněné za třicetileté války. Hrabě Kolovrat povolal vojsko a vzpoura byla potlačena. Při povstání zahynulo několik sedláků a byla řada raněných. Zbytek povstalců byl vyslechnut u okresního úřadu a předán do vězení v Rakovníku. Za trest museli vzbouřenci vysázet lipovou alej k Mariánské Týnici, z níž zbyla poslední tzv. Radimova lípa.

## Odkaz
Od roku 1928 má ve Dřevci v č. p. 18 svoji pamětní desku.
Spisovatel Bohuš Struska napsal o Jiřím Radimovi ochotnickou divadelní hru, která měla premiéru v Lidovém domě v Kralovicích. Byla předvedena též při odhalení Radimovy pamětní desky ve Dřevci za přítomnosti agrárního politika Františka Machníka. Hru Struska následně zpracoval do podoby románu, který pod názvem Jiří Radim, rychtář ze Dřevce: historický obraz ze XVII. století vycházel na pokračování v Kralovickém obzoru. V roce 1927 byl román vydán v knižní podobě v tiskárně Ferdinanda Šrekra v Kralovicích.